# Solar dos Rebochos
O Solar dos Rebochos é uma casa nobre de Vilar Maior, no concelho do Sabugal, em Riba-Côa.
A fachada principal ostenta uma arquitetura do século XVIII. Nela sobressaem alguns elementos arquitetónicos mais eruditos que a valorizam: a escadaria e balcão, com inscrição gótica, e um portal encimado por uma cruz. A parte de tardoz do solar é separada do jardim por um fosso de características defensivas. Esta fachada, que tem elementos dos séculos XVI e XVII, é dividida por um torreão que faz a ligação entre o andar nobre e o andar térreo. 
No jardim, existe um sistema de irrigação arcaico de era muito remota. No pátio da Casa encontra-se a pedra do Couto de Homiziados com as armas reais, que remonta ao reinado de D. Afonso V (1442). 

## História
Até 1795, este solar foi pertença da família Figueiredo Telles, capitães-mores de Vilar Maior e ligados a D. Gaspar do Rego da Fonseca, Bispo do Porto. Após litígio judicial, entrou na posse da casa, em 1811, Caetano de Albuquerque, que nunca chegou a habitar na Casa. Em 1854, D. Emília, sua herdeira e 1ª Condessa de Tavarede, vendeu a Casa, que, por via desta venda, passou a ser pertença dos Rebochos, descendentes dos Figueiredo Telles. O chefe da família Rebocho era o famoso Brigadeiro João António Jakou Rebocho, Ajudante de Ordens de El-Rei D. Miguel, Barão de Mirandela e herói das Campanhas Peninsulares. Permanece nesta família até à actualidade.